# Deus Ex
Deus Ex là một trò chơi hành động nhập vai chủ đề cyberpunk — kết hợp các yếu tố của trò chơi bắn súng góc nhìn người thứ nhất và  nhập vai — được phát triển bởi Ion Storm Inc. và xuất bản bởi Eidos Interactive vào năm 2000. Lần đầu được xuất bản cho PC Windows, Deus Ex sau đó được chuyển lên các hệ máy như Macintosh, PlayStation 2 (dưới tên gọi Deus Ex: The Conspiracy).
Đặt trong một thế giới tương lai giả tưởng đen tối vào năm 2052, trọng tâm của cốt truyện xoay quanh nhân vật chính là đặc vụ tân binh JC Denton của Lực lượng chống khủng bố của Liên Hợp Quốc (UNATCO), khi anh được phái đi chống lại lực lượng khủng bố trong một thế giới đang chìm đắm trong sự hỗn loạn do ảnh hưởng của một đại dịch chết người gây ra. Khi mọi chân tướng sự thật dần được hé lộ, Denton bắt đầu vướng vào vô số những âm mưu bí ẩn và cổ xưa, gặp phải các tổ chức cộm cán như Majestic 12, Illuminati, và Hội Tam Hoàng Hồng Kông trong suốt hành trình của mình. Trò chơi là sự kết hợp các yếu tố như bắn súng góc nhìn thứ nhất, hành động lén lút và nhập vai - có tính năng khám phá và chiến đấu trong nhiều môi trường như thành thị, căn cứ quân sự qua từng cấp độ, với các nhiệm vụ có thể được hoàn thành theo nhiều cách và tùy chỉnh nhân vật dựa trên các cải tiến bộ phận cơ thể (hay augmentation). Các cuộc trò chuyện giữa các nhân vật được xây dựng với nhiều tình huống và đáp án khác nhau - một yếu tố ảnh hưởng sâu sắc đến cốt truyện, thậm chí tác động đến lối chơi và cái kết.
Trò chơi đã nhận được sự hoan nghênh rộng rãi của giới phê bình và người chơi. Deus Ex được khen ngợi bởi cốt truyện đầy tham vọng, sự tự do trong gameplay, xây dựng nhân vật, sự đa dạng trong lựa chọn lẫn thiết kế thế giới, mặc dù có một số ý kiến trái chiều về đồ họa, âm thanh và lồng tiếng. Nó thường được coi là một trong những trò chơi vĩ đại nhất mọi thời đại. Trò chơi cũng thường xuyên được nằm trong danh sách "Trò chơi PC hay nhất của mọi thời đại", điển hình là trong Top 100 trò chơi PC của PC Gamer  và trong một cuộc thăm dò thực hiện bởi tạp chí PC Zone của Anh . Nó đã dành chiến thắng tới hơn 40 giải thưởng Trò chơi của năm , và được coi là đã đi trước thời đại do tính tiên phong của thiết kế đa dạng sự lựa chọn của người chơi và nhiều cách để hoàn thành nhiệm vụ . Trò chơi đã bán được hơn 1,1 triệu bản tại thời điểm 23 tháng 4 năm 2009 . Các hậu bản tiếp theo của trò chơi bao gồm Deus Ex: Invisible War, (phát hành vào tháng 12 năm 2003) cho cả Microsoft Windows và Xbox , cũng như phần trước là Deus Ex: Human Revolution, (phát hành vào tháng 8 năm 2011)  và Deus Ex: Mankind Divided (phát hành vào tháng 8 năm 2016).

## Lối chơi
Deus Ex kết hợp các yếu tố từ 4 thể loại video game: nhập vai, bắn súng góc nhìn thứ nhất, phiêu lưu và "nhập vai mô phỏng", với phương châm "không có gì nhắc nhở bạn rằng bạn đang chơi một trò chơi" . Điển hình là việc trò chơi sử dụng camera góc thứ nhất trong quá trình chơi và việc khám phá cũng như khai thác việc tương tác với nhân vật là tính năng chính .
Người chơi hóa thân vào nhân vật JC Denton, một đặc vụ được tăng cường công nghệ nano của UNATCO . Công nghệ nano này là cơ chế gameplay trọng tâm và cho phép người chơi thực hiện các kỹ năng siêu phàm như tăng cường chiến đấu, thể lực, khả năng nhảy cao hay hồi phục siêu nhanh.

### Yếu tố nhập vai
Khi người chơi hoàn thành mục tiêu, người chơi sẽ được thưởng "điểm kỹ năng" (skill points). Điểm kỹ năng này được sử dụng để nâng cấp các kỹ năng của người chơi (có tổng cộng 11 kỹ năng khác nhau) và được thiết kế để giúp cho người chơi có thể tùy biến nhân vật của mình ; người chơi có thể tạo ra một nhân vật thuần chiến đấu trực diện bằng cách nâng cấp kỹ năng dùng súng ngắn hoặc súng trường, trong khi người chơi cũng có thể chọn cách ẩn nấp hơn bằng cách tập trung vào kỹ năng mở khóa và khả năng hack máy tính. Có 4 cấp độ khác nhau của mỗi trình độ kỹ năng, với giá trị điểm kỹ năng tăng dần cho mỗi cấp độ kế tiếp.
Vũ khí có thể được tùy chỉnh thông qua các "mod vũ khí", vốn có thể được tìm hoặc mua trong suốt trò chơi. Người chơi có thể bổ sung thêm ống ngắm, bộ phận giảm thanh hoặc điểm laser; tăng tầm bắn, độ chính xác, hoặc kích thước băng đạn; hoặc giảm độ giật và thời gian nạp đạn của vũ khí. Không phải tất cả các mod đều có thể nâng cấp cho tất cả các loại vũ khí; ví dụ, súng chống tăng không thể giảm thanh và súng phun lửa không thể giảm độ giật.
Người chơi cũng được khuyến khích để nâng cấp nhân vật của mình thông qua cơ chế nano-augmentations, một thiết bị điều khiển học cho phép nhân vật có sức mạnh siêu phàm. Trò chơi có tổng cộng 18 nano-augmentations khác nhau, nhưng người chơi chỉ có thể cài đặt tối đa là 9, vì mỗi cái phải được sử dụng trên một bộ phận nào đó của cơ thể: một ở tay, chân, mắt, và đầu; hai bên dưới da; ba chỗ trên thân . Điều này buộc người chơi phải lựa chọn một cách cẩn thận giữa những công dụng mà mỗi augmentation mang lại. Ví dụ, augmentation dành cho cánh tay thì đòi hỏi người chơi phải quyết định giữa việc nâng cấp kỹ năng cận chiến, hoặc khả năng nâng các vật nặng.
Tương tác với nhân vật không chơi được (NPC) cũng là một cơ chế gameplay trọng tâm khác của trò chơi. Khi người chơi tương tác với một NPC, trò chơi sẽ tạo ra các cutscene đàm thoại và người chơi phải phát triển cuộc hội thoại bằng cách chọn một trong số những câu trả lời được liệt kê trong danh sách các câu thoại. Sự lựa chọn của người chơi thường có tác động đáng kể đến cách chơi và tổng thể cốt truyện, và các NPC sẽ phản ứng theo những cách khác nhau tùy thuộc vào câu trả lời được lựa chọn (ví dụ như sự thô lỗ hay khiếm nhã sẽ làm cho người chơi ít được cung cấp hay hỗ trợ thực hiện nhiệm vụ).

### Yếu tố chiến đấu
Deus Ex có hệ thống chiến đấu tương tự như trò chơi bắn súng góc nhìn thứ nhất, hành động thời gian thực, góc nhìn thứ nhất và lối chơi dựa trên phản xạ . Vì người chơi sẽ phải thường xuyên gặp những kẻ thù hoạt động theo nhóm, chiến đấu thường có xu hướng mang tính chiến thuật cao, bao gồm cả việc sử dụng các kỹ năng ẩn nấp, sử dụng bom, hoặc "đánh và chạy". Tờ USA Today nhận xét: "Ở độ khó dễ nhất, nhân vật của bạn sẽ bị giết hết lần này đến lần khác bởi sự tấn công dữ dội của những kẻ khủng bố và người máy cho đến khi bạn học được giá trị của việc chơi lén lút." Nhưng thông qua hệ thống nhập vai của trò chơi (xem ở trên), vẫn có thể phát triển các kỹ năng và augmentation của nhân vật thành một "cỗ máy chiến đấu" để đối phó và hấp thụ lượng lớn sát thương . Qua đó các NPC sẽ ca ngợi hay chỉ trích nhân vật phụ thuộc vào việc sử dụng vũ lực, kết hợp yếu tố đạo đức vào lối chơi .
Deus Ex có tính năng hiển thị crosshair, trong đó tâm sẽ chuyển động theo xu hướng giãn nở hoặc co lại tùy thuộc vào chuyển động của người chơi . Tốc độ co lại nhanh chóng của tâm phụ thuộc vào trình độ của nhân vật với vũ khí trang bị, số lượng mod độ chính xác được thêm vào vũ khí và cấp độ nano-augmentation "mục tiêu".
Deus Ex cung cấp 24 loại vũ khí khác nhau từ xà beng, vũ khí gây sốc và dùi cui chống bạo động, đến tên lửa chống tăng hướng dẫn bằng laser và súng trường tấn công ; vũ khí gây chết người và không gây chết người đều có sẵn. Người chơi cũng có thể sử dụng một số vật thể xung quanh, chẳng hạn như bình chữa cháy.

### Sự lựa chọn của người chơi
Cách chơi trong Deus Ex nhấn mạnh sự lựa chọn của người chơi, GameSpot giải thích: "Deus Ex có thời lượng khá dài đối với một trò chơi bắn súng góc nhìn thứ nhất hành động", "nhưng ngay cả như vậy, hầu hết các tình huống đều giới thiệu cho bạn với hai hoặc ba giải pháp" . Nhiệm vụ của trò chơi có thể được hoàn thành trong nhiều cách, bao gồm bắn tỉa, ẩn nấp, tấn công trực diện, đối thoại, hoặc bẻ khóa và hack máy tính. Mức độ này đòi hỏi cấp độ, nhân vật và các câu đố được thiết kế ẩn, như việc chơi thẳng qua trò chơi sẽ bỏ lỡ phần lớn các cuộc đối thoại, khu vực và các nội dung khác. Trong một số nhiệm vụ người chơi cũng được khuyến khích tránh sử dụng vũ lực gây chết người, và một số khía cạnh của câu chuyện có thể thay đổi tùy thuộc vào lựa chọn bạo lực hay không bạo lực của người chơi. Trò chơi cũng đặc biệt ở chỗ là hai nhân vật phản diện (boss) có thể bị giết từ đầu trò chơi, hoặc sống sót để bị đánh bại sau này và điều này ảnh hưởng đến cách các nhân vật khác tương tác với người chơi.
Do thiết kế tập trung vào sự tự do lựa chọn của người chơi, Deus Ex thường được so sánh với System Shock, trò chơi đã tạo nguồn cảm hứng cho thiết kế của Deus Ex. Cùng nhau, các yếu tố này tạo nên giá trị chơi lại, khi người chơi sẽ có những kinh nghiệm khác nhau, tùy thuộc vào phương pháp họ sử dụng để thực hiện mục tiêu.

### Chơi mạng
Deus Ex được thiết kế như là một trò chơi chơi đơn và do vậy phiên bản ban đầu của trò chơi trên Windows và Macintosh đều không có phần chơi mạng . Hỗ trợ cho chế độ chơi mạng sau đó được thêm vào thông qua các bản vá lỗi . Chế độ của nó bao gồm: Deathmatch, Team Deathmatch cơ bản và Team Deathmatch nâng cao. Chỉ có năm bản đồ, dựa trên các màn từ phần chơi đơn của trò chơi, với các bản vá ban đầu, nhưng nhiều bản đồ do người dùng tạo ra vẫn tồn tại . Phiên bản phát hành trên PlayStation 2 của Deus Ex không cung cấp chế độ chơi mạng .

## Tổng quan

### Bối cảnh
Deus Ex diễn ra trong một tương lai đen tối dựa trên những giả thuyết âm mưu có thật trong lịch sử nhân loại. Thiết lập đen tối này được thể hiện rõ rệt bởi thực tế là toàn bộ trò chơi đều diễn ra vào ban đêm, một bối cảnh được tạo dựng với mục đích làm tăng thêm bầu không khí bí ẩn và tăm tối. Trò chơi tự mâu thuẫn với chính mình trong một vài trường hợp liên quan đến năm tháng chính xác với các sự kiện của câu chuyện diễn ra, nhưng thông tin trong phần tiếp theo Deus Ex: Invisible War hòa giải sự mâu thuẫn này thông qua yếu tố hồi tố liên tục, đặt các sự kiện của Deus Ex vào năm 2052 . Bối cảnh trò chơi hầu hết đều diễn ra tại những phiên bản giả tưởng của các địa điểm có thực trên thế giới, bao gồm thành phố New York, Hồng Kông, Paris, căn cứ không quân Vandenberg và Area 51.
Câu truyện của Deus Ex mô tả một xã hội đang từ từ rơi vào hỗn loạn khi một đại dịch gây chết người được gọi là "Gray Death" đang tàn phá dân số thế giới, đặc biệt là tại Hoa Kỳ mà không có thuốc chữa. Một loại vắc-xin tổng hợp có tên "Ambrosia", được sản xuất bởi công ty VersaLife có tác dụng làm giảm những tác động của virus, nhưng lại có nguồn cung cực kỳ nhỏ. Do sự khan hiếm của nó, Ambrosia chỉ dành cho những người được cho là "quan trọng đối với trật tự xã hội", và chủ yếu là đến tay các quan chức chính phủ, quân nhân, các nhà khoa học, người giàu có và tầng lớp thượng lưu lẫn giới tri thức. Không có hy vọng cho loài người trên thế giới, chính vì vậy mà các cuộc bạo loạn đã xảy ra trên quy mô toàn cầu, điển hình là một số tổ chức khủng bố đã được hình thành với mục đích hỗ trợ những người bị áp bức, trong đó có National Secessionist Forces (NSF) của Hoa Kỳ và một tổ chức nhỏ của Pháp có tên là Silhouette.
Để chống lại những mối đe dọa cho trật tự thế giới, Liên Hợp Quốc đã mở rộng ảnh hưởng của bản thân trên toàn cầu bằng cách thành lập UNATCO (United Nations Anti-Terrorist Coalition) với danh nghĩa duy trì hòa bình quốc tế và đấu tranh với một số lượng lớn các nhóm khủng bố trên thế giới. . Tổ chức có trụ sở chính tại thành phố New York, trong một hầm chứa dưới lòng đất Đảo Liberty, được thiết lập sau một cuộc tấn công khủng bố vào Tượng Nữ thần Tự do .

### Cốt truyện
Người chơi được hóa thân vào nhân vật JC Denton, một đặc vụ tân binh được tăng cường công nghệ nano ("nano-augmentation") của UNATCO. Sau khi hoàn thành khóa đào tạo của tổ chức, JC được tham gia một số nhiệm vụ do Joseph Manderley - Giám đốc của UNATCO giao phó để theo dõi các thành viên NSF và lô hàng bị đánh cắp của vắc-xin "Ambrosia", thuốc chữa duy nhất của virus "Gray Death". Thông qua những nhiệm vụ này, JC được đoàn tụ với anh trai của mình, Paul Denton, cũng là một đặc vụ được tăng cường nano như JC. Trong suốt quá trình thực hiện nhiệm vụ, JC theo dõi và phát hiện lô hàng Ambrosia bị đánh cắp đã được chuyển tới một máy bay tư nhân tại sân bay LaGuardia. Paul sau đó gặp JC bên ngoài máy bay và giải thích rằng ông đã đào ngũ khỏi UNATCO và hiện đang làm việc cho NSF sau khi biết được sự thật rằng "Gray Death" là vi-rút tạo bởi con người, và UNATCO đã đứng đằng sau việc thao túng sức mạnh của "Gray Death" để đảm bảo chỉ có các tầng lớp trên mới nhận được thuốc chủng ngừa .
JC trở về trụ sở UNATCO và được Manderley thông báo rằng cả anh và Paul đều được trang bị một kill switch 24-giờ và cái của Paul đã được kích hoạt do sự phản bội. Manderley đã ra lệnh cho JC bay tới Hồng Kông để trừ khử Tracer Tong, một hacker mà Paul đã tiếp xúc và là người duy nhất có thể vô hiệu hóa kill switch. Tuy nhiên, JC lại trở về căn hộ của Paul để tìm Paul đang ẩn náu bên trong. Paul giải thích thêm cho hành động đào ngũ của mình và khuyến khích JC nên làm như vậy bằng cách gửi đi một tín hiệu cảnh báo cho các đồng minh của NSF. Do vậy, JC chính thức bị UNATCO truy nã và kill switch của anh bị kích hoạt bởi Giám đốc của Cơ quan Quản lý Trường hợp Khẩn cấp (FEMA) là Walton Simons. JC bị bắt bởi UNATCO trên đường trốn chạy và cả anh lẫn Paul (nếu sống sót sau cuộc tấn công vào căn hộ) đều được đưa đến một nhà tù bí mật bên dưới trụ sở chính của UNATCO. Một thực thể có tên là "Daedalus" liên lạc với JC. Nó thông báo cho anh biết rằng nhà tù là một phần của Majestic 12 và sắp xếp cho JC và Paul trốn thoát. Cả hai chạy sang Hồng Kông để gặp Tong. Sau khi tắt kill switch cho hai người, Tong yêu cầu JC xâm nhập tòa nhà của VersaLife và phát hiện ra công ty là nguồn gốc cho "Gray Death". Họ ăn cắp kế hoạch của vi-rút và phá hủy "universal constructor" (UC) sản xuất ra nó .
Phân tích mẫu của virus cho thấy nó được sản xuất bởi Illuminati, nên Tong gửi JC đến Paris để thử liên hệ với tổ chức và nhận sự giúp đỡ của họ để chiến đấu với Majestic 12. JC cuối cùng gặp được lãnh đạo Illuminati là Morgan Everett, và biết rằng virus "Gray Death" được dự định sử dụng cho mục đích tăng cường công nghệ nano nhưng Majestic 12, dẫn đầu bởi doanh nhân tỷ phú và cựu thành viên của Illuminati là Bob Page, đã đánh cắp và biến virus này trở nên nguy hiểm như hiện tại. Everett nhận ra rằng nếu VersaLife không còn UC, Majestic 12 không còn có thể tạo ra virus và sẽ có khả năng nhắm vào căn cứ không quân Vandenberg, nơi mà X-51, một nhóm các nhà khoa học cũ của Area-51, đã xây dựng một cái khác. Sau khi giúp đỡ các nhân viên của căn cứ trong việc đẩy lui cuộc tấn công của Majestic 12, JC gặp lãnh đạo của X-51 là Gary Savage, người tiết lộ rằng Daedalus là một trí thông minh nhân tạo được tạo ra từ chương trình ECHELON. Everett cố gắng giành quyền kiểm soát trên mạng thông tin liên lạc của Majestic 12 bằng cách đưa Daedalus lên mạng lưới quân sự Mỹ, nhưng Page phản công bằng cách phát hành AI của riêng mình là Icarus. Cả hai kết hợp thành một mẫu AI mới, Helios, với khả năng kiểm soát tất cả các thông tin liên lạc toàn cầu. Sau đó, Savage nhờ JC giúp đỡ trong việc tìm thiết bị thay thế để xây dựng lại UC trong cuộc đột kích của Majestic 12 vào Vandenberg. JC tìm thấy sơ đồ và các thiết bị điện tử truyền cho Savage, nhưng bị chặn lại bởi Page, người phóng tên lửa hạt nhân vào Vandenberg để đảm bảo rằng Area 51 (khi đó là trụ sở của Majestic 12) sẽ là vị trí duy nhất trên thế giới có UC hoạt động được. Tuy nhiên, JC kịp lập trình lại tên lửa để tấn công Area 51. JC sau đó tự mình đi đến đó để đối đầu với Page.
Khi JC tìm được Page, hắn tiết lộ rằng mình đang tìm cách hợp nhất với Helios để được toàn quyền kiểm soát toàn bộ công nghệ nano. JC được liên lạc bởi cả Tong, Everett, và Helios. Cả ba thế lực đều yêu cầu sự giúp đỡ của anh trong việc đánh bại Page, đồng thời giúp họ đạt được mục tiêu của bản thân và JC buộc phải lựa chọn một trong số đó. Tong muốn đưa thế giới vào một Thời đại Bóng tối thứ hai bằng cách phá hủy trung tâm truyền thông toàn cầu tại Area 51 và ngăn chặn bất cứ ai có ý đồ kiểm soát thế giới . Everett sẽ giúp Denton để đưa Illuminati trở lại quyền lực bằng cách giết chết Bob Page và sử dụng công nghệ của Area 51 để cai trị thế giới bằng "bàn tay vô hình" . Helios thì mong muốn hợp nhất với Denton và cai trị thế giới với tư cách là một nhà độc tài nhân từ cùng nguồn kiến thức và trí tuệ vô hạn . Quyết định của người chơi sẽ ảnh hưởng đến tương lai của thế giới trong trò chơi, qua đó mang lại nhiều kết thúc khác nhau.

## Ám chỉ đến văn học và văn hóa đại chúng

### Tên từ nguyên
Tiêu đề "Deus Ex" có nguồn gốc từ chữ deus ex machina của tiếng Latin, nghĩa đen có nghĩa là "vị thần đến từ cỗ máy". Nó được sử dụng trong các bộ phim truyền hình và văn học để mô tả một thế lực bên ngoài đột nhiên giải quyết các vấn đề có vẻ nan giải rất khó hoặc không thể với nhân vật. Warren Spector, giám đốc điều hành sản xuất cho Deus Ex, nêu lên rằng tên này có ý nghĩa như một tham chiếu đến các phe phái khác nhau trong trò chơi, những người mong muốn có quyền hạn như thần, cũng như là chỉ trích cốt truyện điển hình của các video game khác có xu hướng dùng "Deus Ex machina" và các kỹ thuật viết kịch bản nghèo nàn khác .
Từ JC trong tên mã của nhân vật chính, JC Denton, có nghĩa không rõ ràng. Chính câu chuyện làm cho nó không có tài liệu tham khảo rõ ràng. Harvey Smith, trưởng nhóm thiết kế cho Deus Ex tuyên bố rằng ban đầu JC được coi là một hậu duệ của chúa Giêsu, tuy nhiên, Warren Spector nói rằng tên "JC" đã được lựa chọn cho chất lượng unisex khi nhà phát triển vẫn còn lập kế hoạch để người chơi lựa chọn giới tính của nhân vật chính, vốn được sử dụng sau đó trong phần tiếp theo đầu tiên của trò chơi, Deus Ex: Invisible War, nơi mà nhân vật người chơi mang tên 'Alex D' và có thể lựa chọn cho nhân vật chính là nam hoặc nữ 

### Tác phẩm văn học
Deus Ex minh họa một hệ thống văn bản đọc cho phép người chơi đọc các thiết bị và ghi chú, cũng như những đoạn trích từ báo chí và sách được tìm thấy tại các địa điểm khác nhau trong trò chơi. Những đoạn khác nhau của phương tiện truyền thông phục vụ cho những mục đích khác nhau, từ việc cung cấp người chơi với thông tin trò chơi hữu ích (chẳng hạn như một keycode cần thiết), sự tiến triển của cốt truyện, việc tạo ra bầu không khí và metafictional trớ trêu. Đó là khía cạnh cuối cùng phổ biến nhất trong các tiểu thuyết được tìm thấy trong Deus Ex, với các trích đoạn thường cung cấp các bài bình luận phản ánh về tình hình hiện tại của người chơi. Chúng bao gồm các tác phẩm có thực như như The Man Who Was Thursday của G. K. Chesterton, Binh pháp của Tôn Tử, Common Sense của Thomas Paine và Richard III của Shakespeare được sử dụng cho mục đích này trong suốt trò chơi.
Cùng với đó là Jacob's Shadow, một tác phẩm hư cấu được tạo ra bởi Chris Todd, một trong những nhà văn của trò chơi. Nó là tác phẩm của tác giả hư cấu Andrew Hammond trong trò chơi (tỏ lòng tôn kính đối với nhà văn viết về tội phạm của Andrew Vachss) . Chương đầu tiên được hiển thị là Chương Mười hai với 6 chương khác (15, 20, 23, 27, 32 và 34) miêu tả chủ đề cyberpunk của trò chơi theo phong cách của William Gibson. Cuốn sách có vẻ như là một cuộc hành trình bạo lực, tinh thần của một người đàn ông tên là Jacob như là ông tìm kiếm một người phụ nữ, người chưa bao giờ được đặt tên, thông qua thành phố được mô tả là 'địa ngục' . Một chương từ "phần tiếp theo" của Jacob's Shadow, có tựa đề Jacob's War có thể được tìm thấy trong phần tiếp theo của trò chơi là Deus Ex: Invisible War.
Một số tài liệu tham khảo giả tưởng tinh tế hơn cũng tràn ngập trò chơi. Ví dụ, tên nhân vật chính Gabriel Syme của The Man Who Was Thursday xuất hiện trong một sổ đăng ký khách sạn, cùng với tên của các nhà văn học Gully Foyle, Oberst Enzian, Smilla Jasperson, và Hippolyta Hall (từ The Stars My Destination, Gravity's Rainbow, Smilla's Sense of Snow và các loạt truyện khác nhau của DC Comics). Một tài liệu tham khảo đến truyện tranh là " Harleen Quinzel", một nhân viên MJ12 gửi một e-mail về một "chuyến dã ngoại của công ty". Các nguồn văn học khác được ám chỉ bao gồm Last and First Men của Olaf Stapledon, cuốn tiểu thuyết cyberpunk The Diamond Age của Neal Stephenson, loạt sách Foundation của Isaac Asimov và thần thoại Hy Lạp cổ đại về Icarus và Daedalus . Tên của AI Helios và sự kết hợp với JC với nó cũng có thể là một tham chiếu đến Medea của Euripedes; Medea xuất hiện ở cuối vở kịch trong cỗ xe ngựa của thần mặt trời Helios (một cỗ máy từ các vị thần). Tiếp tục đường nối các tài liệu tham khảo văn học "O" và "René" từ Histoire d'O có thể được tìm thấy trong cuộc trò chuyện của Flat 12 ở Paris.
Ám chỉ cũng được tích hợp vào mật khẩu an ninh máy vi tính và e-mail gặp phải trong quá trình chơi. Một ví dụ của việc này là mã "reindeerflotilla", một mật khẩu ban đầu được sử dụng trong bộ phim khoa học viễn tưởng Tron năm 1982. Một e-mail tìm thấy trên máy tính của Paul Denton có chứa một thông báo từ một công ty cho thuê phim. Nó đề cập đến những bộ phim hư cấu See You Next Wednesday and Blue Harvest. "See You Next Wednesday" là một tài liệu tham khảo đối với chữ ký nổi tiếng xuất hiện trong hầu hết các bộ phim của John Landis, trong khi Blue Harvest là tên mã được sử dụng trong quá trình làm phim Star Wars Episode VI: Return of the Jedi.
Killphrase của Gunther, "Laputan Machine" là một tham chiếu đến hòn đảo hư cấu Laputa từ Gulliver du ký.
Thực hành này cũng bao gồm các mã chủ chốt phổ biến được tìm thấy trong hầu hết các cấp độ của trò chơi, ví dụ như mã cánh cửa đầu tiên trong trò chơi là "0451", "một ám chỉ tới ám chỉ của System Shock' về Fahrenheit 451 (mã đầu tiên trong System Shock cũng là 451)" theo Harvey Smith  và chuỗi "8675309", mở mã khóa 7 chữ số quan trọng duy nhất trong trò chơi. Ngoài ra còn tồn tại một bia mộ "Lord Brinne" được tìm thấy trong cấp độ Baltimore Cemetery của trò chơi, vốn thực sự là một đài tưởng niệm cho Bill Iburg, một fan RPG và thành viên của nhiều diễn đàn chết năm 1999 .
Tên gọi "Marcy Plaigrond" cũng được nhét vào một khối lập phương thông báo trong phòng máy tính bí mật của Paul Denton, đề cập đến tên ban nhạc "Marcy Playground".

### Song song với thế giới thực
Âm mưu là một trong những chủ đề chính của Deus Ex và trò chơi chủ yếu dựa vào lý thuyết âm mưu nổi tiếng của thế giới thực đối với nhiều yếu tố cốt truyện của nó. Chúng bao gồm những suy đoán liên quan đến máy bay trực thăng màu đen, tiêm chủng và FEMA, cũng như Area 51, mạng lưới ECHELON, Người mặt đồ đen, chupacabra (trong hình thức của "greasels"), và người ngoài hành tinh màu xám. Các nhóm bí ẩn, chẳng hạn như Majestic 12, Illuminati, Hiệp sĩ dòng Đền, Nhóm Bilderberg và Ủy ban ba bên cũng đóng một vai trò trung tâm trong cốt truyện hoặc được ám chỉ trong quá trình của trò chơi.
Trong phần của trò chơi nơi mà đường chân trời New York có thể nhìn thấy được, hai tòa tháp của Trung tâm Thương mại Thế giới bị mất tích; tòa tháp thực sự bị phá hủy một năm sau khi trò chơi được phát hành. Harvey Smith đã giải thích rằng do giới hạn bộ nhớ kết cấu, phần đường chân trời với tòa tháp đôi tồn tại trong tập tin dữ liệu của trò chơi đã bị bỏ lại trong lần phát hành chính thức, với một nửa còn lại phản ánh trong vị trí của nó. Theo Smith, trong quá trình phát triển của trò chơi, nhà phát triển đã hợp lý hóa sự biến mất của công trình bằng cách nói rằng những kẻ khủng bố đã phá hủy Trung tâm Thương mại Thế giới trước khi cốt truyện của trò chơi xảy ra .

## Phát triển
Ý tưởng
Ý tưởng ban đầu của Deus Ex có nguồn gốc từ Warren Spector vào năm 1994 trong khi ông làm việc cho Origin Systems . Ý tưởng ban đầu của ông là một trò chơi nhập vai lấy tên là Troubleshooter . Sau khi hoàn thành phát triển của System Shock, Spector bắt đầu mệt mỏi với chủ đề fantasy và khoa học viễn tưởng và ông "bị ám ảnh bởi sự kỳ lạ của thế hệ thiên niên kỷ này" dẫn đến cốt truyện nặng tính thuyết âm mưu của trò chơi. Ông trả lời phỏng vấn vào tháng 4 năm 2007 với PC Zone:
Tôi là một người rất tin tưởng vào phong cách của thể loại 'mô phỏng nhập vai' mà tôi đã thực hiện qua các trò chơi như Ultima Underworld, và tôi muốn đẩy giới hạn của thể loại đó đi xa hơn nữa. Nhưng tôi không bao giờ có thể khởi động dự án như vậy ở Origin hay sau này là ở Looking Glass. (Tôi nghĩ là do Origin / EA thiếu sự quan tâm và chủ yếu là do LG thiếu tiền!) Nhưng sau đó John Romero và Ion Storm đến và nói, 'Hãy thực hiện trò chơi trong mơ của anh đi. Không có giới hạn nào đâu.' Tôi mất khoảng hai nano giây để nói 'Được!'
Quá trình sản xuất
Quá trình tiền sản xuất cho Deus Ex bắt đầu vào khoảng tháng 8 năm 1997 và kéo dài khoảng sáu tháng. Kinh phí của dự án là từ 5 cho đến 7 triệu đô la. Tên ban đầu của trò chơi được đặt là Shooter: Majestic Revelations, và nó được lên kế hoạch phát hành vào Giáng sinh năm 1998. Nhóm đã phát triển bối cảnh trước khi phát triển cơ chế trò chơi. Do vợ của Spector là một fan cuồng của series The X-Files, ông đã kết nối các chủ đề "thế giới thực, sự kỳ lạ của thế giới thiên niên kỷ, và âm mưu" và quyết định làm một trò chơi về chúng để thu hút nhiều đối tượng khán giả. Thiết kế ban đầu của trò chơi đưa người chơi vào vai một đặc vụ tăng cường làm việc chống lại một đội quân tinh nhuệ trong những năm 2050, được mô tả là "nguy hiểm và hỗn loạn". Thiết kế các màn chơi được lấy cảm hứng từ các trò chơi như Half-Life, Fallout, Thief: The Dark Project và GoldenEye 007, đồng thời trò chơi cũng bị ảnh hưởng bởi cốt truyện và bối cảnh của các bộ phim như Colossus: The Forbin Project, The Manchurian Candidate, Robocop, The X-Files và Men in Black. Nhóm nghiên cứu đã thiết kế một hệ thống kỹ năng mang tên là "sức mạnh đặc biệt" (augmentations), cho phép người chơi nâng cấp công nghệ nano theo sở thích của bản thân (cũng là để tránh sa vào lối mòn trong các thiết kế cấp độ của các trò chơi nhập vai thông thường trước đó). Spector cũng khẳng định trò chơi điện tử nhập vai Suikoden năm 1995 của Konami cũng là một nguồn cảm hứng lớn bởi những lựa chọn hạn chế trong Suikoden đã truyền cảm hứng cho ông mở rộng ý tưởng với những lựa chọn có ý nghĩa hơn trong Deux Ex.
Vào đầu năm 1998, nhóm phát triển Deus Ex đã tăng lên 20 người và trò chơi bước vào giai đoạn sản xuất kéo dài tới 28 tháng. Nhóm phát triển bao gồm ba lập trình viên, sáu nhà thiết kế, bảy họa sỹ, một biên kịch, một người phụ trách mảng phân phối, một "AI" và bản thân đạo diễn Spector. Hai người viết kịch bản khác và bốn game tester đã được thuê làm việc cho dự án. Chris Norden là lập trình viên chính và trợ lý đạo diễn Harvey Smith là nhà thiết kế chính, Jay Lee là họa sĩ chính, và Sheldon Pacotti là biên kịch chính. Những người bạn thân của nhóm phát triển đã được mời chơi thử và đưa ra phản hồi. Nhiều thành viên trong số đó đã có những cuộc tranh luận về ý tưởng trong văn phòng và thay đổi một số cơ chế trong trò chơi. Spector sau đó kết luận rằng nhóm đã "bị mờ mắt bởi những lời hứa về sự tự do sáng tạo hoàn toàn", bởi vì họ tin rằng trò chơi sẽ không bị giới hạn về ngân sách, marketing hoặc thời gian phát triển. Đến giữa năm 1998, tên trò chơi đã được đổi thành Deus Ex, bắt nguồn từ một cụm từ bằng tiếng Latin "deus ex machina" ("vị thần đến từ cỗ máy"), với ý nghĩa "một cốt truyện hay một sự kiện đều được giải quyết bằng sự can thiệp của một thế lực không biết từ đâu mà ra".
Thiết kế
Thiết kế ban đầu của Deus Ex năm 1997 chú trọng vào việc phát triển nhân vật trên tất cả các tính năng khác của trò chơi. Trò chơi được thiết kế theo "thể loại genre-busting": kết hợp các yếu tố như mô phỏng, nhập vai, bắn súng góc nhìn thứ nhất và phiêu lưu. Nhóm phát triển muốn người chơi cân nhắc "họ muốn trở thành ai" trong trò chơi và điều đó sẽ thay đổi phong cách người cách thể hiện trong trò chơi. Bằng cách này, thế giới trò chơi được "mô phỏng sâu sắc", hoặc đủ thực tế và đáng tin cậy để người chơi có thể giải quyết các vấn đề theo những cách sáng tạo, nổi bật mà không để ý đến các motif dập khuôn khác. Tuy nhiên, cuối cùng việc mô phỏng của trò đã không duy trì được ở mức độ mở mong muốn và các nhà phát triển phải thực hiện các hệ thống "kỹ năng", "hành động" và "tương tác nhân vật" qua mỗi cấp độ. Playtesting cũng tiết lộ rằng ý tưởng của họ về một trò chơi nhập vai dựa trên thế giới thực trên lý thuyết thú vị hơn so với thực tế vì một số khía cạnh của thế giới thực, chẳng hạn như khách sạn và tòa nhà văn phòng, không hấp dẫn trong một trò chơi.
Tiền đề của Deus Ex được lấy cảm hứng từ các thuyết âm mưu như những thuyết liên quan đến vụ ám sát JFK.
Câu chuyện của trò chơi đã thay đổi đáng kể trong quá trình sản xuất, nhưng ý tưởng về một nhân vật chính chống khủng bố tăng cường tên là JC Denton vẫn được giữ nguyên. Mặc dù Spector ban đầu hình dung Deus Ex sẽ giống như The X-Files, biên kịch chính Sheldon Pacotti lại cảm thấy rằng nó nên giống James Bond hơn. Spector cho rằng nhóm đã tự làm quá sức mình bằng cách lên kế hoạch cho các cảnh cutscenes rất công phu. Nhà thiết kế Harvey Smith đã phải loại bỏ cấp độ Nhà Trắng lúc này đã gần như hoàn chỉnh do tính phức tạp và nhu cầu sản xuất của nó. Một số những bối cảnh đã hoàn thành đã được nhóm sử dụng lại hoặc từ bỏ. Pete Davison của USgamer gọi Nhà Trắng và boongke của tổng thống là "những bối cảnh thực sự bị xóa của Deus Ex".
Một trong những điều mà Spector muốn làm với Deus Ex là biến JC Denton trở thành một "phiến đá trống" cho người chơi, để tạo ra trải nghiệm nhập vai tốt hơn. Ông không muốn nhân vật phải gò bó hay ép buộc trong bất kỳ hành động nào, vì vậy bất kỳ cảm xúc hay cách hành xử nào mà người chơi có thể trải qua đều đến từ chính họ chứ không phải từ JC Denton. Để làm được điều này, Spector đã hướng dẫn diễn viên lồng tiếng Jay Anthony Franke - vốn là một game tester của Ion Storm, ghi lại các cuộc đối thoại của anh ấy bằng một giọng đều đều và không được để lộ bất kỳ cảm xúc nào, điều này được coi là khác biệt đối với vai trò lồng tiếng thông thường. 
Sau khi được mã hóa, hệ thống trò chơi của nhóm không hoạt động được như dự kiến. Các bản thử nghiệm ban đầu của hệ thống hội thoại và giao diện người chơi đều xảy ra sai sót. Nhóm phát triển cũng nhận thấy các phần bổ sung và kỹ năng kém thú vị hơn so với những gì họ đã làm trong việc thiết kế. Bù lại, Harvey Smith đã sửa đổi đáng kể các phần bổ sung và kỹ năng. Các mốc thời gian sản xuất đều ảnh hưởng ít nhiều đến hướng đi của trò chơi. Vào tháng 5 năm 1998 một bản demo đã chỉ ra rằng kích thước bản đồ của trò chơi gây ra các vấn đề về tốc độ khung hình, đây là một trong những dấu hiệu đầu tiên cho thấy bản đồ cần được cắt giảm. Một năm sau, nhóm đã đạt được cột mốc quan trọng đối với việc hoàn thiện trò chơi, dẫn đến sự cải thiện trong việc thực hiện thiết kế cấp độ và giảm đáng kể công đoạn sản xuất. Spector nhớ lại câu "thần chú" của Smith về việc này: "ít hơn là tốt hơn".
Một trong những khó khăn lớn nhất của nhóm là lập trình AI cho NPC. Spector chỉ ra rằng họ đã xem xét việc này trong giai đoạn tiền sản xuất, nhưng họ không tìm ra được cách xử lý vấn đề cho đến khi "việc phát triển đã chuyển sang giai đoạn tương đối muộn". Điều này dẫn đến việc lãng phí thời gian khi nhóm phải loại bỏ nhiều mã AI cũ của các nhân vật. Nhóm phát triển đã xây dựng AI dựa trên game bắn súng của engine mà họ đang làm thay vì viết mã mới cho phép các nhân vật thể hiện cảm xúc chân thực. Kết quả là, hành vi của NPC đã thay đổi cho đến cuối quá trình phát triển. Spector cảm thấy rằng "tội lỗi" của nhóm là sự thể hiện không nhất quán của họ về việc tạo ra AI đáng tin cậy.
Đồ họa
Trò chơi được phát triển trên hệ thống Unreal Engine phiên bản 1.12. Bên cạnh đó Deus Ex cũng được xây dựng bằng Visual Studio , Lightwave và Lotus Notes. Bản thân nhóm phát triển cũng tạo ra một trình chỉnh sửa đối thoại tùy chỉnh lấy tên là ConEdit. Nhóm nghiên cứu đã sử dụng UnrealEd trên công cụ trò chơi Unreal để thiết kế bản đồ, mà Spector coi là "vượt trội hơn bất kỳ thứ gì khác có sẵn trên thị trường". Lý do họ chọn  Unreal Engine vì nó làm được 80% những gì họ cần từ một loại engine và tiết kiệm hơn so với việc xây dựng từ đầu. Nhóm lập trình cũng nhận thấy công cụ này có khả năng hoạt động giống như những gì họ kỳ vọng, mặc dù mất khoảng chín tháng để thích nghi với phần mềm. Spector cảm thấy rằng họ sẽ hiểu việc lập trình tốt hơn nếu họ tự xây dựng nó, dù ông thừa nhận rằng điều này đã dẫn đến các vấn đề Direct3D trong bản phát hành cuối cùng của trò chơi. Spector cũng lưu ý rằng hệ thống AI, tìm đường và truyền âm thanh được thiết kế cho các game bắn súng và lẽ ra phải được viết lại từ đầu thay vì dựa vào engine. Về sau, các trò chơi của hãng như Deus Ex: Invisible War và Thief 3 cũng đều được dựa trên nền tảng cao cấp hơn của loại engine này .

## Các phiên bản và mod
Deus Ex được tái phát hành lặp đi lặp lại kể từ lần công bố ban đầu của nó và cũng là cơ sở của một số mods phát triển bởi cộng đồng fan hâm mộ.

### Phiên bản trò chơi
Deus Ex: Game of the Year Edition bao gồm phần mềm trò chơi mới nhất, một CD nhạc riêng biệt, và một trang báo từ tờ báo hư cấu trong Deus Ex là The Midnight Sun, kể lại sự kiện gần đây của trò chơi . Tuy nhiên, các phiên bản phát hành sau đó không bao gồm đĩa CD nhạc và phiên bản PDF của tờ báo trên đĩa của trò chơi.
Phiên bản Macintosh của trò chơi, phát hành ngay sau phiên bản PC, được vận chuyển với khả năng tương tự và cũng có thể được vá để cho phép hỗ trợ chơi mạng . Tuy nhiên, nhà xuất bản Aspyr Media đã không phát hành bất kỳ phiên bản tiếp theo nào của trò chơi hoặc bất kỳ bản vá lỗi thêm. Do vậy, trò chơi chỉ được hỗ trợ trong Mac OS 9 và môi trường "cổ điển" trong Mac OS X, không tương thích với máy Intel dựa trên Mac. Phiên bản PC chạy trên Intel dựa trên Mac sử dụng Crossover, Boot Camp hoặc phần mềm khác để cho phép một phiên bản tương thích của Microsoft Windows chạy trên một máy Mac.
Một cổng PlayStation 2 của trò chơi, đổi tên thành Deus Ex: The Conspiracy (mặc dù vẫn được lưu giữ là Deus Ex ở châu Âu) được phát hành vào ngày 25 tháng 3 năm 2002. Cùng với các đoạn phim giới thiệu và kết thúc mới thay thế các phiên bản gốc, nó có tính năng một giao diện đơn giản với khóa mục tiêu tự động, đồ họa cải tiến, chuyển động nắm bắt các mô hình nhân vật.. Một số cấp độ được thay đổi và cắt nhỏ thành các màn hình tải nhỏ hơn do những hạn chế bộ nhớ của PlayStation 2 .

#### Phần tiếp theo và phần trước
Phần tiếp theo của trò chơi, mang tên Deus Ex: Invisible War, được phát hành tại Hoa Kỳ vào ngày 2 tháng 12 năm 2003 và sau đó ở châu Âu vào đầu năm 2004 cho PC và Xbox . Một phần tiếp theo thứ hai, Deus Ex: Clan Wars, ban đầu được hình thành như trò chơi thứ ba của loạt và tập trung vào phần chơi mạng. Sau khi thực hiện thương mại và tiếp nhận công cộng của Deus Ex: Invisible War không đáp ứng được mong đợi, một quyết định đã được thực hiện để thiết lập trò chơi trong vũ trụ riêng của mình, và Deus Ex: Clan Wars cuối cùng đã được xuất bản dưới tiêu đề Project: Snowblind .
Ngày 29 tháng 3 năm 2007, Valve công bố Deus Ex và phần tiếp theo của nó sẽ có thể mua từ dịch vụ Steam của họ. Trong số các trò chơi được công bố cũng có một số thương hiệu khác của Eidos, bao gồm Thief: Deadly Shadows và Tomb Raider .
Eidos Montreal sản xuất phần trước của Deus Ex gọi là Deus Ex: Human Revolution. Điều này được khẳng định vào ngày 26 tháng 11 năm 2007 khi Eidos Montreal đăng một trailer trên trang web của họ . Trò chơi được phát hành vào ngày 23 tháng 8 năm 2011 cho PC, PS3 và Xbox 360.

### Mod
Deus Ex do được xây dựng trên Unreal Engine, do đó thu hút sự chú ý đông đảo của cộng đồng modder . Ngày 20 tháng 9 năm 2000, Eidos Interactive và Ion Storm công bố trong một thông cáo báo chí rằng họ sẽ phát hành bộ phát triển phần mềm (SDK). Theo thông báo, SDK bao gồm tất cả các công cụ được sử dụng để tạo ra trò chơi gốc. Một số thành viên trong nhóm cũng như giám đốc dự án Warren Spector nói rằng họ đang "thực sự mong muốn được nhìn thấy [cộng đồng] làm gì với các công cụ của chúng tôi" . Bộ dụng cụ được phát hành vào ngày 22 tháng 9 năm 2000  và sớm nhận được sự quan tâm của cộng đồng, tiếp theo là việc phát hành hướng dẫn, mod nhỏ, lên đến thông báo của mod lớn và chuyển đổi. Trong khi Ion Storm không thay đổi việc dựng hình và chức năng cốt lõi của engine, họ giới thiệu các yếu tố nhập vai .
Trong năm 2009, một mod tạo bởi fan được gọi là The Nameless Mod (TNM) được phát hành bởi Off Topic Productions . Trò chơi có nhân vật chính là một người sử dụng một diễn đàn Internet, với những nơi kỹ thuật số được biểu diễn như là địa điểm vật lý. Mod này cung cấp khoảng cùng một số lượng tính năng của Deus Ex và bổ sung thêm một số tính năng mới của trò chơi, với một cấu trúc thế giới cởi mở hơn so với Deus Ex và vũ khí mới như nắm đấm của nhân vật người chơi. Mod được phát triển hơn 7 năm và đã có hàng ngàn dòng đối thoại được ghi lại và hai vòng cung câu chuyện khác nhau song song. Khi phát hành, TNM thu được một tổng thể 9/10 trên tạp chí PCPowerPlay của Úc . Trong Giải thưởng Mod của năm 2009 của ModDB, The Nameless Mod giành được giải thưởng Sự lựa chọn của biên tập viên cho Mod chơi đơn hay nhất .

### Chuyển thể thành kịch
Một vở kịch chuyển thể được lên kế hoạch bởi Nhà hát Nhà nước Kassel ở Đức vào năm 2002. Việc thực hiện là tương tác, với khả năng quyết định của khán giả thay đổi cốt truyện. Tuy nhiên, Eidos rút lại sự cho phép 2 tuần trước khi buổi chiếu ra mắt bởi cuộc xung đột với phim chuyển thể sắp tới .

### Phim
Một phim chuyển thể dựa trên trò chơi ban đầu được công bố vào tháng 5 năm 2002 bởi Columbia Pictures. Bộ phim được sản xuất bởi Laura Ziskin cùng với Greg Pruss gắn liền với viết kịch bản. Peter Schlessel, chủ tịch sản xuất của Columbia Pictures và Paul Baldwin, chủ tịch tiếp thị cho Eidos Interactive nói rằng họ tin tưởng bộ phim sẽ là một phát triển thành công cho cả hãng phim và thương hiệu . Trong tháng 3 năm 2003, trong một cuộc phỏng vấn với Greg Pruss, ông thông báo với IGN rằng nhân vật của JC Denton sẽ được "một chút filthier hơn so với chính anh trong trò chơi." Ông nói thêm rằng kịch bản đã hình thành được trong giai điệu tối hơn hơn so với trò chơi gốc . Phát hành sân khấu được dự kiến sẽ xảy ra trong năm 2006. Willem Dafoe là ngôi sao trong bộ phim, mặc dù vai trò của ông không được nêu rõ . Internet Movie Database báo cáo rằng việc sản xuất đã bị hủy bỏ vào tháng 5 năm 2004, và hồ sơ cá nhân làm phim không còn được liệt kê. Tuy nhiên, IGN vẫn liệt kê nó trong Games-to-Film Frenzy II của họ vào tháng 10 năm 2004 và vẫn còn được liệt kê là "phát triển" trong danh sách Games to Film của họ .

## Âm nhạc
Nhạc nền của Deus Ex, sáng tác bởi Alexander Brandon (đóng góp chính), Dan Gardopée ("Naval Base" và "Vandenberg"), Michiel van den Bos ("UNATCO", "Lebedev's Airfield", "Airfield Action", "DuClare Chateau") và Reeves Gabrels ("NYC Bar") ,được các nhà phê bình ca ngợi trong việc bổ sung bầu không khí u ám vốn chiếm thời lượng suốt cả trò chơi. Phần nhạc bao gồm kết hợp với một số thể loại, như techno, jazz và cổ điển . Âm nhạc năng động trong trò chơi vốn là yếu tố cơ bản tương tự như hệ thống iMUSE được sử dụng vào đầu những năm 1990 bởi các trò chơi của LucasArts; trong khi chơi, âm nhạc sẽ thay đổi mỗi lần lặp khác nhau của bài hát hiện đang chơi dựa trên hành động của người chơi, chẳng hạn như khi người chơi bắt đầu tham gia cuộc trò chuyện, tham gia chiến đấu hoặc lên cấp độ tiếp theo. Tất cả âm nhạc trong trò chơi là track - đóng góp của Gabrels, "NYC Bar", được chuyển đổi sang mô-đun bởi Brandon.
Một đĩa nhỏ gọn của nhạc Deus Ex đã được đưa vào ấn bản Game of the Year của trò chơi và không bán riêng biệt. Đáng chú ý, nhạc game không được lấy trực tiếp từ bản thân trò chơi mà là một bản phối mới với các nhạc cụ và sản xuất âm thanh gốc trong trò chơi. Ban đầu chỉ có 30 bài hát đã được phát hành lại, về sau 31 đến 41 bài hát còn lại đã được bổ sung.
Phiên bản PlayStation 2 còn có thêm dàn nhạc lồng vào phần cốt lõi của một số bài hát .
Kể từ khi phát hành, phần âm nhạc của trò chơi đã trở nên rất phổ biến với các remixer trên internet. Một số mixer là fan hâm mộ có được thành công trực tuyến, thậm chí một số trang web dành riêng cho âm nhạc của trò chơi đã được tạo ra ] và thậm chí là một album remix toàn bộ .
| - 1. "Main Title" – 02:24 - 2. "Intro Sequence" – 02:23 - 3. "Liberty Island" – 05:26 - 4. "UNATCO" – 05:12 - 5. "Battery Park" – 04:42 - 6. "NYC Streets" – 04:15 - 7. "Lebedev's Airfield " – 03:14 - 8. "Airfield Action " – 01:10 - 9. "Enemy Within" – 01:48 - 10. "Desolation" (Hong Kong Canal) – 02:26 - 11. "The Synapse" (Hong Kong Streets) – 04:37 - 12. "Hong Kong Action" – 00:59 - 13. "Majestic 12 Labs" – 01:50 - 14. "Versalife" – 03:48 - 15. "Naval Base " – 04:59 - 16. "Paris Streets" – 01:18 - 17. "DuClare Château " – 06:42 - 18. "Paris Action" – 01:24 - 19. "Return to NYC" – 01:34 - 20. "Ocean Lab" – 01:35 - 21. "Ocean Action" – 01:24 | - 22. "Ocean Lab Complex" – 01:48 - 23. "Vandenberg" – 03:46 - 24. "Begin the End" (Bunker) – 01:41 - 25. "Area 51" – 02:22 - 26. "Ending 1" – 01:15 - 27. "Ending 2" – 01:18 - 28. "Ending 3" – 01:50 - 29. "The Illuminati" – 02:38 - 30. "DX Club Mix" – 03:00 - 31. "Training Room" – 02:03 - 32. "NYC Bar" – 05:10 - 33. "Hong Kong Helipad" – 03:30 - 34. "Hong Kong Club 1" – 04:56 - 35. "Hong Kong Club 2" – 02:57 - 36. "The Nothing" – 03:17 - 37. "Paris Club 1" – 02:49 - 38. "Paris Club 2" – 04:31 - 39. "Paris Cathedral" – 03:36 - 40. "Conspiravision" – 05:38 - 41. "Paris Cathedral Conversation" – 00:54 |

## Đánh giá

### Phản ứng quan trọng
Deus Ex nhận được nhiều đánh giá cực kỳ tích cực từ giới phê bình, với số điểm trung bình 91% và 90/100 (ca ngợi toàn cầu) trên MobyGames và Metacritic . Các nhà phê bình khen ngợi sự hoàn hảo của trò chơi trong việc pha trộn các thể loại, lối chơi đa dạng, môi trường rộng lớn, cốt truyện đầy tham vọng và nhiều lớp lang kèm theo giá trị chơi lại cao. Những người đánh giá bị ấn tượng bởi câu chuyện của trò chơi và thường đề cập đến việc sử dụng các đối thoại và câu chuyện nền tảng để nâng cao kinh nghiệm tổng thể.
Tựa game có một cốt truyện tuyệt vời, đầy rẫy những âm mưu bất ngờ, những tư tưởng đấu tranh chính trị đầy toan tính và bình luận về xã hội mạnh mẽ đến mức chắc chắn sẽ làm lãng phí thời gian rảnh rỗi của người chơi. Không quan trọng bạn thích phong cách chơi nào - hành động, nhập vai hay chiến đấu chiến thuật - vì Deus Ex có đủ thứ để làm hài lòng ngay cả những người chơi có thành kiến về những thể loại trên.— Chris Harding, The Adrenaline Vault

Tuy nhiên, trò chơi không được coi là hoàn hảo và có một số nhà phê bình chỉ ra những điểm yếu trong lối chơi. Cựu nhà phê bình của GameSpot là Greg Kasavin, mặc dù cho số điểm là 8.2 trên 10 cho trò chơi, lại thất vọng bởi cơ chế an ninh và mở khóa. "Trường hợp này về cơ bản không phải là sự tương tác", ông viết. "Bạn chỉ cần đứng yên 1 chỗ và dành dụm một số lượng khóa điện tử hoặc mô-đun cho đến khi cánh cửa mở ra hoặc an ninh bị ngắt" . Kasavin cũng phàn nàn về giao diện hack, ông cho rằng, "Ngay cả với những kỹ năng hack cơ bản, bạn vẫn có thể bỏ qua việc hack mã hóa bảo vệ và mật khẩu... bằng cách nhấn nút 'hack' và chờ đợi vài giây."
Đồ họa và âm thanh của trò chơi cũng vấp phải nhiều ý kiến trái chiều. Kasavin phàn nàn về đồ họa của Deus Ex, nói rằng trò chơi "môi trường xung quanh quá tối." Nhà phê bình của GamePro là Chris Patterson đánh giá dù "sở hữu nền tảng mạnh mẽ," Deus Ex vẫn có những mảng yếu kém của riêng nó.  Ông nói đùa về giọng Joe Friday của JC là "quá mức vô cảm," và "phát âm siêu gượng gạo" của các nhân vật phụ ở Hồng Kông và New York. Các nhân viên tại IGN đã chỉ ra, "đồ họa đầy khối ô vuông, hình ảnh chuyển động cứng ngắc, và cách phối màu xấu khủng khiếp tại một số chỗ", đồng thời cũng đề cập đến khả năng hạn chế của Unreal Engine được sử dụng để thiết kế trò chơi. Mặc dù vậy, những điểm yếu trên không quá to tát vì các nhà phê bình đều cho rằng "tổng thể Deus Ex chắc chắn vẫn đẹp hơn so với những trò chơi cùng thể loại khác."
Nhà phê bình và người chơi cũng phàn nàn về kích thước của file lưu của Deus Ex. Một nhà phê bình của Adrenaline Vault từng phát biểu cảm nghĩ rằng, "Sau khi chơi xong toàn bộ game, ông tích lũy hơn 250MB save files của trò chơi, với các tập tin trung bình lên đến hơn 15MB."  Một kích thước tập tin lớn như vậy là một vấn đề đặc biệt, bởi nó liên quan đến công suất nhỏ hơn của ổ đĩa cứng tại thời điểm phát hành của trò chơi. Những tập tin này lớn là kết quả của việc các file lưu của trò chơi tạo ra các bản sao của các cấp độ trò chơi, phản ánh sự thay đổi của người chơi trong khi chơi qua các cấp độ.

### Giải thưởng và danh sách các trò chơi hay nhất
Deus Ex đã thu về vô số giải thưởng và đề cử, bao gồm hơn 40 giải "Game of the Year" và/hoặc "Best in Class" trên các tạp chí và trang web . Bao gồm giải thưởng từ Học viện nghệ thuật điện ảnh và truyền hình Anh (BAFTA), GameSpy, PC Gamer, Computer Gaming World và The Adrenaline Vault . Deus Ex cũng được nhận giải "Excellence in Game Design" và "Game Innovation Spotlight" tại Game Developers Choice Awards năm 2000 và trong thể loại "Computer Innovation" và "Computer Action/Adventure" tại Interactive Achievement Awards . Nó cũng nhận được thêm giải thưởng "Best Story", bao gồm cả giải thưởng đầu tiên trong giải thưởng Gamasutra "Quantum Leap" năm 2006 cho cách kể chuyện trong trò chơi điện tử 
Deus Ex cũng xuất hiện trong danh sách "Greatest Games of All Time" và Hall of Fame, chủ yếu trong top 30 và 10. Chúng bao gồm "100 Greatest Games of All Time" của IGN (#40, #21 and #34 trong các năm 2003, 2005 và 2007), "Top 25 Modern PC Games" (#4 năm 2010) và "Top 25 PC Games of All Time" (#20 và #21 trong các năm 2007 và 2009) ; danh sách "Top 50 Games of All Time" (#18 năm 2001) và "25 Most Memorable Games of the Past 5 Years" (#15 năm 2004) của GameSpy  "Hall of Fame" của GameSpy;; danh sách "Top 100 PC Games of All Time" (#2, #2, #1 bởi nhân viên và #4 bởi người đọc năm 2007, 2008, 2010) và "50 Best Games of All Time" (#10 và #27 năm 2001 và 2005) của PC Gamer ; danh sách "101 Best PC Games Ever" của PC Zone (#1 năm 2007) ; danh sách "100 Greatest Computer Games of All Time" của Yahoo! UK Video Games (#28) ; danh sách "The 100 Best Videogames" (#29 năm 2007) và "100 Best Games to Play Today" (#57 năm 2009) của Edge ; và danh sách "Top 100 Games of All Time" của GameFAQs (#67 năm 2005) . Nó cũng là trò chơi hay thứ 2 trong thập kỉ bởi Gamasutra .